# Sybrandus van Noordt
Sybrandus van Noordt (10 août 1659 - 25 février 1705) est un compositeur, claveciniste et organiste néerlandais.
Né à Amsterdam en 1659, Sybrandus van Noordt était issu d'une famille de musiciens. Il exerça en tant qu'organiste à Amsterdam de 1679 à 1692 puis à Haarlem de 1692 à 1694. Ensuite il retourna à Amsterdam où il vécut jusqu'à sa mort.
On ne conserve de son œuvre que trois compositions datées entre 1701 et 1705 ; elles se caractérisent par leur style nordique marqué d'une forte influence italienne. La première est une sonate pour flûte à bec et basse continue, la deuxième est une sonate pour violon et basse continue ou pour deux violons, la troisième est une sonate pour clavecin.
Sybrandus van Noordt mourut à Amsterdam en 1705 âgé de 45 ans.